# Joan Segarra
Joan Segarra Iracheta (*  15. November 1927 in Barcelona; † 3. September 2008 in Taradell) war ein spanischer Fußballspieler.
Er war der Kapitän des legendären Fünf-Pokal-Barças, eines der besten Teams in der Geschichte Barcelonas. Der große Kapitän, wie er von den Barcelona-Fans genannt wird, gewann mit dem FC Barcelona in der Zeit von 1950 bis 1964 vier Meisterschaften, fünfmal den spanischen Pokal und zweimal den Messestädte-Pokal. Die Krönung seiner Karriere blieb ihm allerdings verwehrt: im Finale des Europapokals der Landesmeister 1961 musste Segarra aufgrund einer Augenverletzung passen; Barcelona verlor schließlich 2:3 gegen Benfica Lissabon. Insgesamt bestritt er für Barcelona 402 Pflichtspiele, wodurch er die siebtmeisten in der Geschichte des Vereins bestritt.
Für Spanien bestritt er von 1951 bis 1962 25 Länderspiele und nahm mit dem Team an der WM 1962 teil, wo man enttäuschenderweise bereits in der Vorrunde als Gruppenletzter ausschied.

## Erfolge
- Spanischer Meister: 1952, 1953, 1959, 1960
- Spanischer Pokalsieger: 1951, 1952, 1953, 1957, 1959, 1963
- Messestädte-Pokal: 1955–1958, 1958–1960
- Latin Cup: 1952
- Copa Eva Duarte: 1952, 1953
- Teilnahme an einer WM: 1962 (1 Einsatz)